# 张闾蘅
张闾蘅（1940年—），女，汉族，中华人民共和国政治人物，香港长乐国际集团有限公司董事长，第十一届全国政协委员。張作霖第五子张学森之女。

## 生平
2008年，当选第十一届全国政协委员，代表特邀香港人士，分入第五十二组。并担任港澳台侨委员会专委。

## 家庭
张闾蘅之子為台灣創作歌手黃大煒。